# Jean de Smet
Jean de Smet (Gent, 30 april 1784 - aldaar, 19 november 1869) was een Belgisch industrieel.

## Levensloop
Jean was een zoon van Frans de Smet, die in 1777 een katoendrukkerij had opgericht in Gent. In 1799 verhuisde zijn vader de fabriek naar het Rabot, daarbij geholpen door diens vriend Lieven Bauwens, die de technologie leverde voor een nieuwe spinnerij. In 1816 namen zijn kinderen het bedrijf over.
Vooral Jean de Smet nam het dagelijks beheer waar van het familiebedrijf, dat onder zijn bewind gestaag bleef groeien. Zijn zonen namen op hun beurt het bedrijf over en vormden het in 1875 om tot de nv La Louisiane. Na de beurskrach van 1929 smolt het samen met de nv Texas tot de nv Loutex, die in 1967 werd overgenomen door de Union Cotonnière.
Daarnaast zetelde de Smet ook in de Oost-Vlaamse provincieraad, van 1839 tot 1854 voor de liberalen, nadat hij op 27 mei 1839 verkozen was ter vervanging van de op 29 april 1839 overleden Philips Lippens-De Naeyer.
Met zijn vrouw Regine de Naeyer had hij dertien kinderen. Hij was de grootvader van de katholieke eerste minister Paul de Smet de Naeyer, en van de liberale zakenman Maurice de Smet de Naeyer.